# 사와야마촌
사와야마촌(沢山村)은 이바라키현 히가시이바라키군에 일찍이 존재했던 촌이다.

## 지리
- 현재의 시로사토정 북부에 해당한다.
- 촌은 나카강 서안에 위치하고 있다.
- 야마네 산지에 위치하고 있으며, 마을의 대부분은 산이 많은 지형이다.

## 역사
- 1899년 4월 1일 - 정촌제 시행에 의해 히가시이바라키군 사와야마촌이 소멸하였다.
- 1955년 2월 11일 - 아쿠쓰촌, 이와후네촌과 합병해 가쓰라촌이 성립하여, 사와야마촌은 소멸하였다.

## 인구
| 1891년 | 1,976 |
| 1920년 | 2,200 |
| 1935년 | 2,636 |
| 1950년 | 3,479 |

## 교통

### 철도
- 이바라키 교통
  - 이바라키선 (1968년 6월 16일에 영업이 종료되었다)

## 참고문헌
- 桂村史編さん委員会編『桂村史 通史編』、桂村、2004年
- 角川日本地名大辞典編纂委員会『가도카와 일본 지명 대사전 8 茨城県』、가도카와 쇼텐、1983年 ISBN 4-04-001080-9